# Internationale Cricket-Saison 1954
Die internationale Cricket-Saison 1954 fand zwischen Mai 1954 und September 1954 statt. Als Sommersaison wurden vorwiegend Heimspiele der Mannschaften aus Europa ausgetragen.

## Überblick

### Internationale Touren
| Beginn        | Heimteam | Auswärtsteam | Resultate | Artikel |
| Beginn        | Heimteam | Auswärtsteam | Test      | Artikel |
| ------------- | -------- | ------------ | --------- | ------- |
| 10. Juni 1954 | England  | Pakistan     | 1–1 [4]   | Artikel |

### Internationale Touren (Frauen)
| Beginn        | Heimteam | Auswärtsteam | Resultate | Artikel |
| Beginn        | Heimteam | Auswärtsteam | WTest     | Artikel |
| ------------- | -------- | ------------ | --------- | ------- |
| 12. Juni 1954 | England  | Neuseeland   | 1–0 [3]   | Artikel |

## Nationale Meisterschaften
Aufgeführt sind die nationalen Meisterschaften der Full Member des ICC.
| Land    | First-Class              |
| ------- | ------------------------ |
| England | County Championship 1954 |